# 제곱마일
제곱마일(square mile, sq mi나 mi2으로 약칭)은 면적에 대한 야드파운드법과 미국 단위계의 측정 단위이다. 1제곱마일은 한 변의 길이가 1마일인 정사각형의 면적과 같다.

## 동등량
1제곱마일은 다음의 값과 같다.
- 4,014,489,600 제곱인치[3]
- 27,878,400 제곱피트
- 3,097,600 제곱야드
- 2,560 루드
- 640 에이커

1제곱마일은 다음과도 같다.
- 2,589,988.1103360 제곱미터
- 258.99881103360 헥타르
- 2.5899881103360 제곱킬로미터

## 유사한 이름의 단위

### 마일제곱
제곱마일은 각 변이 주어진 값의 길이를 갖는 정사각형 모양 영역을 가리키는 마일제곱(mile square)과 혼동되어서는 안된다. 예를 들어 면적이 20 마일제곱(20마일×20마일)인 정사각형 영역의 면적은 400 제곱마일이다.  크기가 10마일×40마일인 직사각형 영역의 면적도 400 제곱마일이지만, 20 마일제곱은 아니다.

### 섹션
미국의 공공 토지 측량 시스템에서 제곱마일은 섹션의 비공식적인 동의어로 사용된다.